# Svazek obcí Košumberska
Svazek obcí Košumberska je dobrovolný svazek obcí v okresu Chrudim a okresu Ústí nad Orlicí, jeho sídlem jsou Luže a jeho cílem je další rozvoj měst a obcí, které se stanou členy svazku obcí a jejich vyrovnání evropským standardům a vývojovým trendům 21. století ve všech oblastech lidského života. Rozhodujícími problémy, které bude svazek řešit, je zejména snižování nezaměstnanosti, zlepšování životního prostředí, rozvoj ekonomiky, infrastruktury, cestovního ruchu a dalších oblastí jež korespondují s˙cíli a posláním svazku. Sdružuje celkem 8 obcí a byl založen v roce 2002.

## Obce sdružené v mikroregionu
- Hrochův Týnec
- Chroustovice
- Jenišovice
- Lozice
- Luže
- Rosice
- Řepníky
- Střemošice